# Phosphor nitride
Phosphor nitride là một hợp chất vô cơ có công thức hóa học PN. Hợp chất chỉ chứa hai nguyên tố là phosphor và nitơ.
Đây là hợp chất phosphor đầu tiên được tìm thấy trong môi trường liên sao.
PN là một phân tử quan trọng trong môi trường liên sao và bầu khí quyển của Sao Mộc và Sao Thổ.